# Rjúdži Mijamoto
Rjúdži Mijamoto (japonsky 宮本 隆司, Mijamoto Rjúdži; * 1947 Setagaja, Tokio) je japonský fotograf, nejznámější jako „fotograf ruin“. Poté, co vystudoval grafický design na Tama Art University v Tokiu, učil se fotografovat a začínal jako architektonický novinář pro časopisy a noviny. Inspirován krajinou poválečného Japonska, která poznamenala jeho dětství začal počítat s obrazem zkázy, když dostal zakázku od Asahi Graph (obrazový časopis) na zdokumentování demolice věznice Nakano v Tokiu.
Jeho rané práce zaměřené na demolici moderních budov< vedly k sérii Architectural Apocalypse. Později tematizoval to, co nazývá „ručně vyráběná architektura“ (tezukuri kenčiku) prostřednictvím své dokumentace opevněného města Kau-lun a svého průzkumu lepenkových domů postavených bezdomovci v Japonsku a po celém světě, dokumentující způsoby, jakými se lidem daří obývat město neformálně.
V roce 1995 použil stejnou metodu průzkumu k dokumentaci zemětřesení v Kóbe (KOBE 1995 After The Earthquake). Tyto snímky byly později použity jako základ pro kritiku rekonstrukčních metod, které zatemňují vzpomínku na katastrofu a vyústily v jeho výběr pro japonský pavilon na Bienále architektury v Benátkách v roce 1996. Za tímto projektem stál Arata Isozaki, známý svými diskusemi o ruinách. Mijamotův obrat mezi moderními městskými ruinami a dopadem katastrof byl také ztělesněn ve filmu: 3.11 TSUNAMI 2011, pro které změnil svou pracovní metodu a vytvořil ji spolu se třemi přeživšími zemětřesení a tsunami v Tóhoku v roce 2011, protože se necítil schopen katastrofu dokumentovat.
Jeho fotografie však nikdy nejsou o negativitě ruin. Jak evokuje název jeho retrospektivní výstavy v Muzeu umění Setagaja v Tokiu (2004), hledí na „věci, které mizí, věci, které se rodí“. Jeho fotografie odhalují ideologii pokroku v moderním městském rozvoji tím, že odhalují vztah k ochraně dědictví, katastrofám, společenskému úpadku a neformálnímu životnímu stylu.

## Raný život a kariéra
Rjúdži Mijamoto se narodil v Tokiu v roce 1947. Na svou čtvrť, Toyama Heights v Šin-Okubo, Šindžku, vzpomíná jako na „kopcovitou oblast s projekty městského bydlení a základními školami podivně roztroušenými mezi betonovými ruinami“, kterou považuje za typický pohled na Tokio v letech těsně po druhé světové válce.
Byl svědkem rychlých poválečných městských změn, přestavby měst, urychlené olympiádou v Tokiu v roce 1964 a podpořené japonským hospodářským zázrakem.
Ve stejné době byly staré budovy s přístavbami a mnoha různými fasádami, velké množství cihlových budov v centru města, postavené na začátku období Šówa, a domy a činžovní domy s měděnými plechy, všechny byly vytrhány i se svými kořeny. Všude byly ulice jiné, nové, vše podřízeno efektivitě a zvrácené do bezbarvého prostoru. Nepohodlné staré budovy byly nahrazeny ohromující rychlostí; nebyl ani čas, aby upadly do rozkladu.
 Rjúdži Mijamoto, Dočasné ruiny, Zapadající slunce: spisy japonských fotografů. New York: Aperture. 2006. str. 50.
 
Mijamoto studoval na Tama Art University a promoval na katedře grafického designu v roce 1973. Během studií se účastnil diskusní skupiny s názvem „Thought Collective Being“, která je výchozím bodem kolektivu Bikyótó, jehož byl krátce součástí. Na počátku 70. let pracoval jako designér a fotograf samouk pro magazíny jako Toši Džútaku, Džútaku Kenčiku, Asahi Graph a Tokiodžin. Mijamotův přístup vděčí za své rané roky práce architekta, oboru, kterému dominuje takzvaný objektivní styl reportážní fotografie (hódó šašin). Mijamotova raná kariéra v architektonické žurnalistice naznačuje původ jeho zájmu o historickou architekturu a dává do kontextu jeho volbu sériové fotografie jako formy zachování. Mijamoto se ujal údajně neutrální role reportéra nebo „průzkumníka“.
Jeho kariéra nezávislého fotografa nabrala na obrátkách v roce 1983, kdy se po doslechu o chystané demolici nechvalně známé věznice Nakano dostal do obrazového časopisu Asahi Graph, aby demolici zdokumentoval. Mijamoto se po celou dobu demolice vracel do vězení sám. Když byly interiéry rozebrány a zeď za zdí se řítila, měl pocit, jako by se materiály, ze kterých byly budovy skládány, uvolňovaly ze své role „architektury“ diktované lidmi.
Místo, kde dochází k demolici budovy, je jako časový tunel, který uvolňuje jednotlivé stavby od jedžich původního účelu, a tím budovy uvádí do existence. Tyto budovy byly odpojeny od stavitele, architekta a vězňů a realitou je pocit, že budovy vstoupily do jiné dimenze, než je časoprostor, který do té doby zabíraly.
 Rjúdži Mijamoto, Dočasné ruiny, Zapadající slunce: spisy japonských fotografů. New York: Aperture. 2006. str. 50.
Ruiny, jako je vězení Nakano, mu připomínají poválečné městské krajiny, které viděl jako dítě.
Po tomto projektu začal Mijamoto fotografovat stavby v procesu jejich demontáže. Použil termín kaitai genba ("scény rozřezání budovy") spíše než zřícenina, čímž vytvořil analogii mezi budovou a lidským tělem (kaibó genba znamená anatomickou pitvu).

## Architectural Apocalypse
Po zdokumentování demolice tokijské věznice Nakano v roce 1983 strávil Mijamoto pět let pozorováním měnící se tváře města a jeho architektury. Tak vznikal cyklus Architectural Apocalypse (Architektonická apokalypsa). Zaměřil se na demoliční místa, která nazývá „cukanoma no haikjo“ nebo „dočasné ruiny“. Kurátor Hasegawa Juko popisuje tuto zálibu v ruinách jako „nápravnou reakci na násilné změny v panorámu města, které se staly status quo“.
Navzdory recesi v japonské ekonomice stále proudí proudy lidí, i když vlakové terminály jeden za druhým lemují nové výškové budovy. Na povrchu se město Tokio stále vybarvuje a objevuje se více a více obnovené, jasné a lesklé. Čím lesklejší se však zdá povrchní lesk, tím hlouběji a temněji roste spodní strana ve stínu. (...) Fotografie je konstrukt světlého a tmavého a fotocitlivého materiálu. Ať už fotografie jde nebo nejde digitálně, věřím, že základní pravidlo stále platí. Světlo procházející čočkou nebo dírkou vypálí obraz na fotocitlivý materiál uložený v tmavém prostoru a fixuje nastavený pohled na svět. Fotografování je vždy setkáním světla a fotocitlivého materiálu ve tmě. Jak se temná spodní část města stále více prohlubuje a tmavne, jsem si jistý, že nevyčerpáme další setkání mezi světlem a jakýmkoli fotocitlivým aparátem.
Rjúdži Mijamoto, předmluva (2003). Šin kenčiku no mokuširoku (ed. Šohan). Tokio: Heibonša. s. 3.
 
Počínaje budovou Grosses Schauspielhaus Hanse Poelziga v Berlíně dokumentuje Architectural Apocalypse poslední dny historických budov z počátku dvacátého století, stopy minulosti, které byly v globalizující se metropoli považovány za neefektivní, nemístné a zbytečné. Mijamoto je zobrazuje jednotlivě se zaměřením na materiálový rozklad struktury. Budovy, které Mijamoto fotografoval uprostřed jejich demolice, představují řadu průmyslových odvětví zaměřených na lidovou zábavu, jako jsou kina, pivovary, obchodní domy a pozůstatky mezinárodních výstav. Hajaši tyto budovy popisuje jako „významná shromažďovací místa pro masy v moderním městě, prostory potěšení, kde se bavili a přitom snili utopické sny“.
V roce 1988 Mijamoto zkompiloval své snímky „dočasných ruin“ do fotoknihy s provokativním názvem Kenčiku no mokuširoku (Architektonická apokalypsa). V roce 1988 za Architektonickou apokalypsu obdržel Mijamoto cenu za fotografii Ihei Kimury a od roku 1986 byly tyto fotografie vystaveny na více než padesáti samostatných a skupinových výstavách. Snímky byly publikovány v architektonických časopisech jako SD (Space + Design), Toši Džútaku a Šicunai ve stejnou dobu, kdy se objevovaly v časopisech Asahi Graph a Bidžucu Techó. Fotokniha byla znovu vydána v roce 2003 s dalšími obrázky a byla středobodem Mijamotovy retrospektivní výstavy v roce 2004 v tokijském muzeu umění Setagaya.

## Kowloon Walled City
V roce 1973 Mijamoto a redakce Toši Džútaku provedli průzkum výstavby Motomači High-Rise Apartments. Mijamoto bylo při této příležitosti poznamenáno chudou obytnou čtvrtí Motomači - známou jako "slum genbaku" - důsledkem dočasné výstavby kasáren po atomové bombě v roce 1945. Mijamoto popisuje práci na projektech, jako je tento, jako objevnou dobu ve své rané kariéře: „Bylo to poprvé, co jsem se podíval na určité věci a věnoval jsem jim pozornost, jako je bydlení a architektura a různé způsoby života.“
Dne 14. ledna 1987 vláda Hongkongu oficiálně oznámila, že Kau-lungské opevněné město, notoricky známý slum o rozloze 2,7 hektaru na ostrově Kau-lung, bude zbořeno a pozemek přeměněn na park, než bude suverenita území převedena na Čínu. Mijamoto se rozhodl navštívit Hongkong v květnu téhož roku. První den strávil focením pouze exteriéru Opevněného města. Druhý den si Mijamoto najal místního průvodce a vstoupil do města.
Ulice připomínající bludiště, kam vypouštějí odpadní vodu, jsou jako středověké město. Nebo jsou to chaotická zákoutí ulic pokrytá kyselým deštěm z filmu Blade Runner, který údajně zobrazuje nejrealističtější předpověď budoucího města.
 Rjúdži Mijamoto, „Monokurómu no sekai Kjúrjú džósai, kjokugen no kósó suramu“ (Monochromatický svět Kau-lungského opevněného města, limity slumu ve výškových budovách), Džútaku kenčiku 155 (únor 1988), 40.
Většina fotografií, které Mijamoto původně publikoval z Kau-lungu, se skládá z těchto uliček, které odhalují perspektivy a pohledy, které jsou trvale odříznuty okružní cestou, která vymezuje opevněné město. Fotografoval také konglomerát stísněných bytů, nelegální klecové terasy, vývěsní štíty, ordinace zubařů a neformální sítě kabelů a potrubí.
Když se Mijamoto na podzim roku 1987 vrátil, aby znovu vyfotografoval Kau-lung, zaplatil si helikoptéru, která ho dopravila nad Opevněné město, aby mohl zachytit pohledy na opevnění z ptačí perspektivy.
Svou první fotoknihu o Kau-lungském opevněném městu vydal v roce 1988 v Atelier Pejotl. Když byla nakonec jeho demolice v roce 1994 dokončena, Kau-lungské opevněné město již reálně neexistovalo. Mijamotovy fotografie jsou i nadále účinným zdrojem v jeho dokumentaci; tedy vydání fotoknihy Kowloon Walled City v roce 1997, 2009 a znovu v roce 2017.

## Cardboard Houses
Vedle Mijamotova projektu o Kau-lungském opevněném městu je projekt Cardboard Houses (Kartonové domy) dalším příkladem toho, co nazývá „ruční architektura“ (tezukuri kenčiku).
Po svém prvním spatření kartonových domů v roce 1983 pod mostem poblíž rybího trhu Cukidži v Tokiu začal Mijamoto fotografovat takzvané přístřešky „bezdomovců“, které vyrostly v okolí Tokia a ve velkých japonských městech. Tyto lepenkové domy definoval jako archetypální lidská obydlí, vytvořená „lovci-sběrači“ současného města.
Tato obydlí poskládaná z nashromážděných odpadních materiálů běžně vyhazovaných ve všech velkých městech – kartonových krabic, úlomků dřeva, polystyrenových obalů, matrací, plastových plachet, deštníků svědčí o dokonalé zručnosti jedžich stavitelů, lidí odcizených jak společnosti, tak rodině, kteří dnes pracují v přesně stejném režimu jako lidé v pravěku, kteří shromažďovali své vlastní materiály, aby si postavili své vlastní úkryty ve volné přírodě. Tyto kartonové domy pro „bezdomovce“ jsou výsledkem seriózního úsilí o využití prázdných městských prostor. Vzhledem k tomu, že existují v současném městě, jehož každé prostorové přiřazení je určeno ekonomikou a politikou, stojí zcela stranou úvah o efektivitě a síle. Každý jednotlivý kartonový dům má svou přítomnost jako klín vražený jednou rukou do městské hmoty a odhaluje v něm různé rozpory a sociální problémy. 
 Rjúdži Mijamoto, „Urban Hunter-Gatherer Lairs“, Rjúdži Mijamoto, Cardboard Houses, Kóbe: Bearlin, 2003
V roce 1990 vystavoval dílo s názvem „Tokio's Cardboard Houses“ (Tokio no danbóru no ie) na skupinové výstavě „TOKYO“, kterou pořádal Itó Tošiharu na Jurakučó Seibu Art Forum. Pro výstavu sehnal téměř jednu tunu kartonu, aby vytvořil čtyři čtvercové kopce, ke kterým připevnil své fotografie kartonových domů.
Mijamoto pokračoval ve fotografování přístřešků bezdomovců dalších devět let a v roce 2003 snímky publikoval ve fotoknize s jasným názvem Kartonové domy. Fotografie uvedené v knize pocházejí z několika průzkumů v různých oblastech světa a fotografované v průběhu několika let: Tokio (1983, 1984, 1988, 1994, 1995, 1996), New York (1991), Hong Kong (1993), Kawasaki (1994), Ósaka (1994), Londýn (1994) a Paříž (1995).
Ve světle Mijamotova simultánního angažmá v „dočasných ruinách“ na demoličních místech mnoho japonských uměleckých kritiků a kurátorů rychle identifikovalo spojení mezi lepenkovými domy a zničenou krajinou. Sakai Tadajasu naznačuje, že lepenkové domy ve skutečnosti „začínají svůj život jako ‚ruiny‘, zatímco Hajaši Jódži je nazývá „troskami konzumní kultury“.
Inspirován svými setkáními s kartonovými domy, v roce 2000 Mijamoto vytvořil svou vlastní malou dřevěnou krabičku – dírkový dům (pinhóru no ie) – díky které mohl prohlížet a fotografovat městskou krajinu.
„Při fotografování kartonových domů jsem směl do nich vstoupit. Když jsem to udělal, cítil jsem se kupodivu jako doma…. Architekt Hara Hiroši používá slovní spojení ‚pohřbít město.‘ Zůstalo mi to v paměti, a když jsem vstoupil do domů, okamžitě mě napadlo, že bych měl okolní scenérii pohřbít v domě.“ 
 Rjúdži Mijamoto, „Džudó to šite no šašin 'pinhóru no ie' igo“ (Pasivní fotografie: 'Pinhole dům', odsud ven), v Kioku hyógen ron (O reprezentaci paměti), editoři: Kasahara Kazuto a Terada Masahiro, str. 116. Kjóto: Šówado, 2009.
Když poprvé začal používat "dírkový dům" k vytváření fotografií, Mijamoto chodil do míst, kde viděl lepenkové domy, jako je Šindžku a Akihabara uprostřed Tokia. "Chtěl vidět ta místa z perspektivy domu, z pohledu těch, kteří žili uvnitř."
Mijamoto využil výstavy k tomu, aby divákům zprostředkoval hmotné rozměry dírkového domu. Na výstavě v galerii Akiyama v Tokiu v roce 2000 postavil šest dírkových domů a vystavil fotografie uvnitř struktur tak, jak vypadaly v době jejich vzniku.

## KOBE 1995 After The Earthquake
V prvních dnech po velkém zemětřesení Hanšin-Awadži byl Mijamoto povzbuzen známým z vydavatelství, Suzuki Akirou, aby se vydal do oblasti katastrofy a vyfotografoval město Kóbe. Centrum města bylo místem, kde došlo k největším ztrátám na životech, budovách a infrastruktuře. Mijamoto navštívil Kóbe deset dní po zemětřesení. Jak si Mijamoto rychle uvědomil, tyto ruiny nebyly stejným materiálem, se kterým se zabýval u demolic.
Demolice je činnost plánovaná lidmi, která se odehrává v jednom rohu města. Ale zemětřesení takové věci okamžitě odfouklo. A co víc, nebyl to jen roh, ale bylo zničeno celé město. Při chození kolem dokola trosky neustávaly. Abych řekl pravdu, nevěděl jsem, jak to vyfotografovat.
 Rjúdži Mijamoto, Šašinka Mijamoto Rjúdži-san / Šinsai čokugo no sandžó kiroku / 'Činmoku no húkei' ni atara na imi sagaru / Kaigai de takai hjóka ima, hisaiči ni tou / Dokumentace katastrofální scény bezprostředně po zemětřesení / Tápání po novém smyslu v ‚tiché krajině‘ / Zpochybňování zasažené oblasti se zámořskou reputací), Asahin šinbun (19. června 2004), s.2.
Odhodlán zachovat si svůj fotografický styl i tváří v tvář oblasti katastrofy, použil stejné metody, jaké používal při fotografování demoličních míst, lepenkových domů a Kau-lungu. Procházel město s velkoformátovou kamerou 4x5" a postavil svůj stativ, aby fotografoval exteriéry budov, ulice plné trosek a převrácené vlaky ve snaze vytvořit „totální přehled“ (maru de sokuryó) katastrofy. Pokud jsou tématem KOBE 1995 ruiny v různých podobách, jsou fotografie uspořádány do několika typologií: hlavní veřejné budovy, hlavní obchodní domy (okresy Čuo a Sannomija), uličky (Sannomija), železnice, obytné oblasti (Nagata, Suma, Nada). Závěrečná fotografie je dvoustránkový snímek dočasného ubytování pro uprchlíky.
Podle Mijamota, pouhý rok po zemětřesení Kóbe „bylo skutečně vyčištěno a jakékoli stopy katastrofy byly zázračně pryč“. Pro něj: "V tom je síla fotografií - že stále můžete zkoušet a zprostředkovat, jaké to bylo, lidem, kteří neměli přímý kontakt se scénou." Ruiny Mijamotových fotografií fungovaly ve spojení s jinými mediálními prezentacemi, aby současně sloužily jako symbol zlomených životů přeživších, jako zdroj pro kritiku produktivistických příběhů o zotavení a jako vodítko pro budoucí koncepce města.
Mijamotovy fotografie z Kóbe byly vystaveny v japonském pavilonu na 6. bienále architektury v Benátkách v roce 1996 s názvem Zlomeniny s kurátorem Aratem Isozakim a Kacuhirem Mijamotem a Osamuem Išiyamou jako architekty a scénografy. Pro toto „dílo paměti“, provedené po zemětřesení v Kóbe v lednu 1995, bylo z Kóbe speciálně převezeno téměř dvacet tun suti – úlomků materiálů a pozůstatků zkázy – a vystaveny v pavilonu. Dvacet dva fotografií Mijamota Rjúdžiho z Kóbe po zemětřesení bylo vytištěno do velkoformátových fotografií o rozměrech 5 x 1,2 metru, které pokrývaly stěny a uzavíraly prostor. V rozhovoru na výstavě Mijamoto přiznal: „Nechtěl jsem, aby to bylo hezké. Jen jsem chtěl umístit fotky na zeď. […] Fotografie jsou samy o sobě trosky na papíře.“ Okraje některých nástěnných obrazů byly tedy roztrhány nebo spáleny, aby napodobily estetiku ruiny. Mijamoto zachoval velkoformátové fotografie, které vytvořil pro Fractures, a když je vystavoval, například na výstavě v Centre Pompidou-Metz ve Francii „Japan-ness: Architecture and Urbanism in Japan since 1945“ (2017), pokračoval ve zdůrazňování chátrající materiálnosti díla.

## 3.11 TSUNAMI 2011
V letech 2011 a 2012 Mijamoto produkoval dokumentární film s názvem 3.11 TSUNAMI 2011, který vytvořil spolu se třemi lidmi, kteří přežili velké zemětřesení ve východním Japonsku a tsunami v březnu 2011. V tomto případě se Mijamoto rozhodl nefotografovat ruiny Tóhoku (severovýchodní Japonsko). Místo toho přesunul své zaměření od architektonických a infrastrukturních účinků katastrofy na lidskou zkušenost s ní. Mijamoto tvrdil, že po zemětřesení Kóbe „neuměl fotografovat“, ale stále se snažil dospět k nějakému pochopení událostí, které se tam odehrály. Po 11. březnu nejenže nevěděl, jak fotografovat oblast Tóhoku, ale navíc zjistil, že toho není schopen.
Film se skládá ze tří částí. Každá část začíná přibližně patnácti minutami zcela neupravených záběrů tsunami, po nichž následuje patnáctiminutový rozhovor s přeživším, který ji natočil.
Mijamotův rezervovaný a nepřímý přístup k událostem z 11. března artikuluje jemnější chápání poznatelnosti traumatických zážitků. Mijamoto vzal „obscénnost porozumění“ jako samozřejmost a uchýlil se k „aktu přenosu“ spíše než dokumentování jedné složky trojité katastrofy z 11. března. Odmítl také kvalifikovat tento film jako „umění“.

## Výstavy (výběr)
- 2018: Katastrofa a síla umění, Mori Art Museum, Tokio, Japonsko; Tokioscape: Into the City, Setagaya Art Museum, Tokio, Japonsko
- 2017: Japan-ness, Centre Pompidou-Metz, Metz, Francie
- 2013: „Making as Living“ Výstava projektu Great East Japan Earthquake Regeneration Support Action, design a kreativní centrum, Kóbe, Hjógo a 3331 Arts Čiyoda, Tokio, Japonsko
- 2007: The Sense of Collapse, Národní muzeum moderního umění, Tokio, Japonsko; Pohled na současný svět: Japonská fotografie od 70. let do současnosti, Japan Foundation
- 2004: Ryudži Mijamoto, retrospektiva, Setagaya Art Museum, Tokio, Japonsko
- 1999: Města v pohybu, Hayward Gallery, Londýn; KOBE 1995 After The Earthquake, Museum für Moderne Kunst, Frankfurt, Německo
- 1998: Neviditelná města, Hong Kong Arts Center, Hong Kong; Rjudži Mijamoto, Centre national de la Photographie, Paříž, Francie
- 1994: Liquid Crystal Futures, The Fruitmarket Gallery, Edinburgh, Spojené království a Spiral Garden, Tokio
- 1992: Můj domov, sladký domov v ruinách; Městské prostředí a umění v Japonsku, Setagaya Art Museum, Tokio
- 1986: Architektonická apokalypsa, Galerie Hillside, Tokio, Japonsko

## Sbírky
- Muzeum umění Setagaja, Tokio, Japonsko
- Sanfranciské muzeum moderního umění, San Francisco, USA
- Muzeum J. Paula Gettyho, Los Angeles, USA
- Muzeum umění Houston, Houston, USA
- Museum für Moderne Kunst, Frankfurt, Německo
- Tokijské muzeum fotografie, Tokio, Japonsko
- Tokijská národní galerie moderního umění, Tokio, Japonsko
- Muzeum umění Mori, Tokio, Japonsko
- Národní muzeum umění, Ósaka, Japonsko
- Japonská nadace
- Fukutake Foundation, Kagawa, Japonsko
- Maison européenne de la photographie, Paříž, Francie
- Centre Pompidou, Paříž, Francie
- Hamburger Kunsthalle, Hamburk, Německo
- Deutsches Centrum für Photographie, Berlín, Německo
- Muzeum Folkwang, Essen, Německo
- Umělecké centrum Hongkong, Hongkong, Čína

## Ocenění
- 2012: Udělena čestná medaile s fialovou stuhou, „Šidž Hošo“
- 2005: 55. cena ministra školství za umění, 12. ocenění za podporu japonského umění a kultury
- 1999: 11. cena Šašin-no-Kai
- 1996: Leone d'oro za nejlepší národní pavilon Benátské bienále: 6. mezinárodní výstava architektury
- 1989: 14. Cena za fotografii Ihei Kimury

## Publikace
- Kubikukuri Takuzou, Kanagawa, BankART1929, 2018
- Kowloon Walled City (Kau-lungské opevněné město), Tokio: Sairyuša, 2017
- KOBE 1995: The Earthquake Revisited, Hjógo: BEARLIN, 2006
- Architektonická apokalypsa, Tokio: Heibonša, 2003
- CARDBOARD HOUSES, Hyogo: BEARLIN, 2003
- Rjudži Mijamoto, Göttingen: Steidl Publishers, 1999
- Kowloon Walled City (Kau-lungské opevněné město), Tokio: Heibonša, 1997
- Kóbe 1995 po zemětřesení, Tokio: Teleskop / Workshop pro architekturu a urbanismus, 1995
- Angkor, Tokio: Treville, 1994
- Kau Lung Šing Chai (Kau-lungské opevněné město), Tokio: Atelier Pejotl, 1988
- Architektonická apokalypsa, Tokio: Heibonša, 1988